# Adolf Barjansky
 (octobre 2022).
Pour les articles homonymes, voir Barjansky.
Adolf Barjansky, né Adolf Solemonovich Barzhansky en 1851 à Odessa et mort en 1900 dans la même ville, est un compositeur de l'Empire russe.

## Biographie
Son père, propriétaire d'une grande société commerciale, lui a donné une éducation commerciale. Mais, sentant dès l'enfance une vocation pour la musique, il abandonne rapidement les activités commerciales et part à l'étranger. Il étudie aux conservatoires de Vienne, Paris et Leipzig. Il fait preuve d'un grand talent en tant que pianiste comme en tant que compositeur.

## Œuvres
Toutes ses œuvres ont été publiées par Breitkopf & Härtel à Leipzig. On compte parmi elles :
- Sur la Mer
- Souvenirs
- Berceuse
- Glückliches Heim
- Scherzo
- Andacht